# Liste der Nummer-eins-Hits in Belgien (2004)
Dies ist eine Liste der Nummer-eins-Hits in Belgien im Jahr 2004. Für die niederländischsprachigen Landesteile (Flandern) und die französischsprachigen Landesteile (Wallonie) werden getrennte Charts ermittelt. Veröffentlicht werden die Charts von Ultratop, das auf Initiative der Belgian Entertainment Association (BEA), der Vereinigung der Musik-, Film- und Spieleindustrie des Landes, entstanden ist.

## Flandern

### Singles
| ← 2003 ← | Liste der Nummer-eins-Hits in Belgien (Flandern) | Liste der Nummer-eins-Hits in Belgien (Flandern) | Liste der Nummer-eins-Hits in Belgien (Flandern) | 2005 →                                                                                              |
| \| Zeitraum \| Wo. ges. \| Interpret \| Titel Autor(en) \| Zusätzliche Informationen \| \| (Zeitraum, Wochen auf Platz eins, Interpret, Titel, Autor[en], zusätzliche Informationen) \| \| \| \| \| \| ----------------------------------------------------------------------------------------- \| -------- \| ------------------- \| ---------------------------------------------------------------------------------------------------------------------------------------------------------------------------- \| --------------------------------------------------------------------------------------------------- \| \| 20. Dezember 2003 – 6. Februar 2004 7 Wochen \| 7 \| The Black Eyed Peas \| Shut Up Jaime Luis Gomez, William Adams, George Pajon \| – \| \| 7. Februar 2004 – 13. Februar 2004 1 Woche \| 1 \| Marco Borsato \| Afscheid nemen bestaat niet John O. C. W. Ewbank, Henri C. G. Han Kooreneef \| – \| \| 14. Februar 2004 – 27. Februar 2004 2 Wochen \| 2 \| Kane & DJ Tiësto \| Rain Down on Me Dinand Woesthoff \| – \| \| 28. Februar 2004 – 9. April 2004 6 Wochen \| 6 \| Xandee \| 1 Life Marc Hilde Prosper Paelinck, Dirk Paelinck \| Der belgische Beitrag zum Eurovision Song Contest erreichte in Istanbul Platz 22 von 24 Teilnehmer. \| \| 10. April 2004 – 7. Mai 2004 4 Wochen \| 4 \| Aventura \| Obsesión Anthony Santos \| – \| \| 8. Mai 2004 – 4. Juni 2004 4 Wochen \| 4 \| Eamon \| F**k It (I Don’t Want You Back) Jonathan Eamon Doyle, Mark Passy, Kirk S. Robinson \| – \| \| 5. Juni 2004 – 13. August 2004 10 Wochen \| 10 \| Ruslana \| Wild Dances Aleksandr S. Ksenofontov, Ruslana Lyzhychko, Jamie Maher, Michael Fayne, Sherena Dugani \| – \| \| 14. August 2004 – 1. Oktober 2004 7 Wochen \| 7 \| Freestylers \| Push Up Theodorakis Finian Constantine Brehony, Reza Safinia, Aston Harvey, Larry Troutman, Roger Troutman, Matthew David Cantor \| – \| \| 2. Oktober 2004 – 15. Oktober 2004 2 Wochen \| 2 \| Milk Inc. \| Whisper Reginald Paul Stefan Penxten, Filip Lieven Karel Vanduren \| – \| \| 16. Oktober 2004 – 29. Oktober 2004 2 Wochen \| 2 \| André Hazes \| Zij gelooft in mij \| – \| \| 30. Oktober 2004 – 3. Dezember 2004 5 Wochen \| 5 \| K-Maro \| Femme Like U (Donne-moi ton corps) Musik: Louis-Joachim Cote; Text: Cyril Kamar \| – \| \| 4. Dezember 2004 – 10. Dezember 2004 1 Woche \| 1 \| Destiny’s Child \| Lose My Breath LaShawn Ameen Daniels, Garrett R. Hamler, Fred Jerkins III, Rodney Jerkins, Kelendria Trene Rowland, Beyoncé Gisselle Knowles, Sean Carter, Michelle Williams \| – \| \| 11. Dezember 2004 – 24. Dezember 2004 2 Wochen \| 2 \| Nâdiya & Smartzee \| Et c’est parti \| – \| \| 25. Dezember 2004 – 21. Januar 2005 4 Wochen \| 4 \| Joeri Fransen \| Ya ’Bout to Find Out \| – \| |                                                  |                                                  | | |
| ← 2003 |                                                  |                                                  | | → 2005 →                                                                                            |
| Zeitraum | Wo. ges.                                         | Interpret                                        | Titel Autor(en) | Zusätzliche Informationen                                                                           |
| (Zeitraum, Wochen auf Platz eins, Interpret, Titel, Autor[en], zusätzliche Informationen) |                                                  |                                                  | | |
| 20. Dezember 2003 – 6. Februar 2004 7 Wochen | 7                                                | The Black Eyed Peas                              | Shut Up Jaime Luis Gomez, William Adams, George Pajon | –                                                                                                   |
| 7. Februar 2004 – 13. Februar 2004 1 Woche | 1                                                | Marco Borsato                                    | Afscheid nemen bestaat niet John O. C. W. Ewbank, Henri C. G. Han Kooreneef                                                                                                  | –                                                                                                   |
| 14. Februar 2004 – 27. Februar 2004 2 Wochen | 2                                                | Kane & DJ Tiësto                                 | Rain Down on Me Dinand Woesthoff | –                                                                                                   |
| 28. Februar 2004 – 9. April 2004 6 Wochen | 6                                                | Xandee                                           | 1 Life Marc Hilde Prosper Paelinck, Dirk Paelinck | Der belgische Beitrag zum Eurovision Song Contest erreichte in Istanbul Platz 22 von 24 Teilnehmer. |
| 10. April 2004 – 7. Mai 2004 4 Wochen | 4                                                | Aventura                                         | Obsesión Anthony Santos | –                                                                                                   |
| 8. Mai 2004 – 4. Juni 2004 4 Wochen | 4                                                | Eamon                                            | F**k It (I Don’t Want You Back) Jonathan Eamon Doyle, Mark Passy, Kirk S. Robinson                                                                                           | –                                                                                                   |
| 5. Juni 2004 – 13. August 2004 10 Wochen | 10                                               | Ruslana                                          | Wild Dances Aleksandr S. Ksenofontov, Ruslana Lyzhychko, Jamie Maher, Michael Fayne, Sherena Dugani                                                                          | –                                                                                                   |
| 14. August 2004 – 1. Oktober 2004 7 Wochen | 7                                                | Freestylers                                      | Push Up Theodorakis Finian Constantine Brehony, Reza Safinia, Aston Harvey, Larry Troutman, Roger Troutman, Matthew David Cantor                                             | –                                                                                                   |
| 2. Oktober 2004 – 15. Oktober 2004 2 Wochen | 2                                                | Milk Inc.                                        | Whisper Reginald Paul Stefan Penxten, Filip Lieven Karel Vanduren | –                                                                                                   |
| 16. Oktober 2004 – 29. Oktober 2004 2 Wochen | 2                                                | André Hazes                                      | Zij gelooft in mij | –                                                                                                   |
| 30. Oktober 2004 – 3. Dezember 2004 5 Wochen | 5                                                | K-Maro                                           | Femme Like U (Donne-moi ton corps) Musik: Louis-Joachim Cote; Text: Cyril Kamar                                                                                              | –                                                                                                   |
| 4. Dezember 2004 – 10. Dezember 2004 1 Woche | 1                                                | Destiny’s Child                                  | Lose My Breath LaShawn Ameen Daniels, Garrett R. Hamler, Fred Jerkins III, Rodney Jerkins, Kelendria Trene Rowland, Beyoncé Gisselle Knowles, Sean Carter, Michelle Williams | –                                                                                                   |
| 11. Dezember 2004 – 24. Dezember 2004 2 Wochen | 2                                                | Nâdiya & Smartzee                                | Et c’est parti | –                                                                                                   |
| 25. Dezember 2004 – 21. Januar 2005 4 Wochen | 4                                                | Joeri Fransen                                    | Ya ’Bout to Find Out | –                                                                                                   |

### Alben
| ← 2003 ← | Liste der Nummer-eins-Hits in Belgien (Flandern) | Liste der Nummer-eins-Hits in Belgien (Flandern) | Liste der Nummer-eins-Hits in Belgien (Flandern) | 2005 →                    |
| \| Zeitraum \| Wo. ges. \| Interpret \| Titel \| Zusätzliche Informationen \| \| (Zeitraum, Wochen auf Platz eins, Interpret, Titel, zusätzliche Informationen) \| \| \| \| \| \| ------------------------------------------------------------------------------ \| -------- \| --------------------- \| ------------------------------- \| ------------------------- \| \| 20. Dezember 2003 – 27. Februar 2004 10 Wochen \| 10 \| Spring \| Spring \| – \| \| 28. Februar 2004 – 26. März 2004 4 Wochen \| 4 \| Norah Jones \| Feels Like Home \| – \| \| 27. März 2004 – 7. Mai 2004 6 Wochen \| 6 \| Novastar \| Another Lonely Soul \| – \| \| 8. Mai 2004 – 28. Mai 2004 3 Wochen \| 3 \| Anastacia \| Anastacia \| – \| \| 29. Mai 2004 – 4. Juni 2004 1 Woche (insgesamt 5) \| 5 \| Jasper Steverlinck \| Songs of Innocence \| – \| \| 5. Juni 2004 – 11. Juni 2004 1 Woche \| 1 \| Guns n’ Roses \| Greatest Hits \| – \| \| 12. Juni 2004 – 2. Juli 2004 3 Wochen \| 3 \| Arno \| French Bazaar \| – \| \| 3. Juli 2004 – 16. Juli 2004 2 Wochen \| 2 \| Faithless \| No Roots \| – \| \| 17. Juli 2004 – 13. August 2004 4 Wochen (insgesamt 5) \| 5 \| Jasper Steverlinck \| Songs of Innocence \| – \| \| 14. August 2004 – 20. August 2004 1 Woche \| 1 \| Zornik \| One Armed Bandit \| – \| \| 21. August 2004 – 10. September 2004 3 Wochen \| 3 \| Red Hot Chili Peppers \| Live in Hyde Park \| – \| \| 11. September 2004 – 15. Oktober 2004 5 Wochen \| 5 \| Natalia \| Back for More \| – \| \| 16. Oktober 2004 – 12. November 2004 4 Wochen (insgesamt 12) \| 12 \| Clouseau \| Vanbinnen \| – \| \| 13. November 2004 – 26. November 2004 2 Wochen \| 2 \| André Hazes \| 25 jaar – Het allerbeste van … \| – \| \| 27. November 2004 – 10. Dezember 2004 2 Wochen (insgesamt 12) \| 12 \| Clouseau \| Vanbinnen \| – \| \| 11. Dezember 2004 – 31. Dezember 2004 3 Wochen (insgesamt 6) \| 6 \| U2 \| How to Dismantle an Atomic Bomb \| – \| |                                                  |                                                  |                                                  |                           |
| ← 2003 |                                                  |                                                  |                                                  | → 2005 →                  |
| Zeitraum | Wo. ges.                                         | Interpret                                        | Titel                                            | Zusätzliche Informationen |
| (Zeitraum, Wochen auf Platz eins, Interpret, Titel, zusätzliche Informationen) |                                                  |                                                  |                                                  |                           |
| 20. Dezember 2003 – 27. Februar 2004 10 Wochen | 10                                               | Spring                                           | Spring                                           | –                         |
| 28. Februar 2004 – 26. März 2004 4 Wochen | 4                                                | Norah Jones                                      | Feels Like Home                                  | –                         |
| 27. März 2004 – 7. Mai 2004 6 Wochen | 6                                                | Novastar                                         | Another Lonely Soul                              | –                         |
| 8. Mai 2004 – 28. Mai 2004 3 Wochen | 3                                                | Anastacia                                        | Anastacia                                        | –                         |
| 29. Mai 2004 – 4. Juni 2004 1 Woche (insgesamt 5) | 5                                                | Jasper Steverlinck                               | Songs of Innocence                               | –                         |
| 5. Juni 2004 – 11. Juni 2004 1 Woche | 1                                                | Guns n’ Roses                                    | Greatest Hits                                    | –                         |
| 12. Juni 2004 – 2. Juli 2004 3 Wochen | 3                                                | Arno                                             | French Bazaar                                    | –                         |
| 3. Juli 2004 – 16. Juli 2004 2 Wochen | 2                                                | Faithless                                        | No Roots                                         | –                         |
| 17. Juli 2004 – 13. August 2004 4 Wochen (insgesamt 5) | 5                                                | Jasper Steverlinck                               | Songs of Innocence                               | –                         |
| 14. August 2004 – 20. August 2004 1 Woche | 1                                                | Zornik                                           | One Armed Bandit                                 | –                         |
| 21. August 2004 – 10. September 2004 3 Wochen | 3                                                | Red Hot Chili Peppers                            | Live in Hyde Park                                | –                         |
| 11. September 2004 – 15. Oktober 2004 5 Wochen | 5                                                | Natalia                                          | Back for More                                    | –                         |
| 16. Oktober 2004 – 12. November 2004 4 Wochen (insgesamt 12) | 12                                               | Clouseau                                         | Vanbinnen                                        | –                         |
| 13. November 2004 – 26. November 2004 2 Wochen | 2                                                | André Hazes                                      | 25 jaar – Het allerbeste van …                   | –                         |
| 27. November 2004 – 10. Dezember 2004 2 Wochen (insgesamt 12) | 12                                               | Clouseau                                         | Vanbinnen                                        | –                         |
| 11. Dezember 2004 – 31. Dezember 2004 3 Wochen (insgesamt 6) | 6                                                | U2                                               | How to Dismantle an Atomic Bomb                  | –                         |

## Jahreshitparaden
| ← 2003 ← | Liste der Nummer-eins-Hits in Belgien (Flandern) | Liste der Nummer-eins-Hits in Belgien (Flandern) | Liste der Nummer-eins-Hits in Belgien (Flandern) | 2005 →   |
| \| Singles \| Position# \| Alben \| \| ------------------------------------------------------------------------------------------------------------------------------------------------------------------ \| --------- \| ------------------------------------------ \| \| 1 Life Xandee Marc Hilde Prosper Paelinck, Dirk Paelinck \| 1 \| Vanbinnen Clouseau \| \| Obsesión Aventura Anthony Santos \| 2 \| Feels Like Home Norah Jones \| \| Wild Dances Ruslana Aleksandr S. Ksenofontov, Ruslana Lyzhychko, Jamie Maher, Michael Fayne, Sherena Dugani \| 3 \| Another Lonely Soul Novastar \| \| Push Up Freestylers \| 4 \| Back for More Natalia \| \| F**k It (I Don’t Want You Back) Eamon Jonathan Eamon Doyle, Mark Passy, Kirk S. Robinson \| 5 \| 25 jaar – Het allerbeste van … André Hazes \| \| Cha-Cha Slide DJ Casper Marvel Thompson, Willie Perry Jr. \| 6 \| Anastacia \| \| Dragostea din tei O-Zone Dan Mihai Bălan \| 7 \| Come Away with Me Norah Jones \| \| Afscheid nemen bestaat niet Marco Borsato John O. C. W. Ewbank, Henri C. G. Han Kooreneef \| 8 \| How to Dismantle an Atomic Bomb U2 \| \| Rain Down on Me Kane & DJ Tiësto Dinand Woesthoff \| 9 \| From Russia with Love Helmut Lotti \| \| Yeah! Usher feat. Ludacris & Lil Jon James Elbert Phillips, LaMarquis Jefferson, Jonathan H. Smith, Patrick Michael Smith, Christopher Brian Bridges, Sean Garrett \| 10 \| Life for Rent Dido \| |                                                  |                                                  |                                                  |          |
| ← 2003 |                                                  |                                                  |                                                  | → 2005 → |
| Singles | Position#                                        | Alben                                            |                                                  |          |
| 1 Life Xandee Marc Hilde Prosper Paelinck, Dirk Paelinck | 1                                                | Vanbinnen Clouseau                               |                                                  |          |
| Obsesión Aventura Anthony Santos | 2                                                | Feels Like Home Norah Jones                      |                                                  |          |
| Wild Dances Ruslana Aleksandr S. Ksenofontov, Ruslana Lyzhychko, Jamie Maher, Michael Fayne, Sherena Dugani | 3                                                | Another Lonely Soul Novastar                     |                                                  |          |
| Push Up Freestylers | 4                                                | Back for More Natalia                            |                                                  |          |
| F**k It (I Don’t Want You Back) Eamon Jonathan Eamon Doyle, Mark Passy, Kirk S. Robinson | 5                                                | 25 jaar – Het allerbeste van … André Hazes       |                                                  |          |
| Cha-Cha Slide DJ Casper Marvel Thompson, Willie Perry Jr. | 6                                                | Anastacia                                        |                                                  |          |
| Dragostea din tei O-Zone Dan Mihai Bălan | 7                                                | Come Away with Me Norah Jones                    |                                                  |          |
| Afscheid nemen bestaat niet Marco Borsato John O. C. W. Ewbank, Henri C. G. Han Kooreneef | 8                                                | How to Dismantle an Atomic Bomb U2               |                                                  |          |
| Rain Down on Me Kane & DJ Tiësto Dinand Woesthoff | 9                                                | From Russia with Love Helmut Lotti               |                                                  |          |
| Yeah! Usher feat. Ludacris & Lil Jon James Elbert Phillips, LaMarquis Jefferson, Jonathan H. Smith, Patrick Michael Smith, Christopher Brian Bridges, Sean Garrett | 10                                               | Life for Rent Dido                               |                                                  |          |

## Wallonien

### Singles
| ← 2003 ← | Liste der Nummer-eins-Hits in Belgien (Wallonie) | Liste der Nummer-eins-Hits in Belgien (Wallonie) | Liste der Nummer-eins-Hits in Belgien (Wallonie)                                                                                    | 2005 →                    |
| \| Zeitraum \| Wo. ges. \| Interpret \| Titel Autor(en) \| Zusätzliche Informationen \| \| (Zeitraum, Wochen auf Platz eins, Interpret, Titel, Autor[en], zusätzliche Informationen) \| \| \| \| \| \| ----------------------------------------------------------------------------------------- \| -------- \| ------------------------------ \| ----------------------------------------------------------------------------------------------------------------------------------- \| ------------------------- \| \| 15. November 2003 – 9. Januar 2004 8 Wochen \| 8 \| Tragédie \| Hey Oh \| – \| \| 10. Januar 2004 – 23. Januar 2004 2 Wochen \| 2 \| Star Academy 3 \| L’orange / Wot \| – \| \| 24. Januar 2004 – 13. Februar 2004 3 Wochen \| 3 \| The Black Eyed Peas \| Shut Up Jaime Luis Gomez, William Adams, George Pajon \| – \| \| 14. Februar 2004 – 9. April 2004 8 Wochen \| 8 \| Kareen Antonn & Bonnie Tyler \| Si demain … (Turn Around) \| – \| \| 10. April 2004 – 14. Mai 2004 5 Wochen \| 5 \| Usher feat. Ludacris & Lil Jon \| Yeah! James Elbert Phillips, LaMarquis Jefferson, Jonathan H. Smith, Patrick Michael Smith, Christopher Brian Bridges, Sean Garrett \| – \| \| 15. Mai 2004 – 30. Juli 2004 11 Wochen \| 11 \| O-Zone \| Dragostea din tei Dan Mihai Bălan \| – \| \| 31. Juli 2004 – 15. Oktober 2004 11 Wochen \| 11 \| K-Maro \| Femme Like U (Donne moi ton corps) Musik: Louis-Joachim Cote; Text: Cyril Kamar \| – \| \| 16. Oktober 2004 – 26. November 2004 6 Wochen \| 6 \| Star Academy 4 \| Laissez-moi danser \| – \| \| 27. November 2004 – 17. Dezember 2004 3 Wochen \| 3 \| Tragédie \| Gentleman \| – \| \| 18. Dezember 2004 – 21. Januar 2005 5 Wochen \| 5 \| Garou & Michel Sardou \| La riviére de notre enfance \| – \| |                                                  |                                                  | |                           |
| ← 2003 |                                                  |                                                  | | → 2005 →                  |
| Zeitraum | Wo. ges.                                         | Interpret                                        | Titel Autor(en) | Zusätzliche Informationen |
| (Zeitraum, Wochen auf Platz eins, Interpret, Titel, Autor[en], zusätzliche Informationen) |                                                  |                                                  | |                           |
| 15. November 2003 – 9. Januar 2004 8 Wochen | 8                                                | Tragédie                                         | Hey Oh | –                         |
| 10. Januar 2004 – 23. Januar 2004 2 Wochen | 2                                                | Star Academy 3                                   | L’orange / Wot | –                         |
| 24. Januar 2004 – 13. Februar 2004 3 Wochen | 3                                                | The Black Eyed Peas                              | Shut Up Jaime Luis Gomez, William Adams, George Pajon                                                                               | –                         |
| 14. Februar 2004 – 9. April 2004 8 Wochen | 8                                                | Kareen Antonn & Bonnie Tyler                     | Si demain … (Turn Around) | –                         |
| 10. April 2004 – 14. Mai 2004 5 Wochen | 5                                                | Usher feat. Ludacris & Lil Jon                   | Yeah! James Elbert Phillips, LaMarquis Jefferson, Jonathan H. Smith, Patrick Michael Smith, Christopher Brian Bridges, Sean Garrett | –                         |
| 15. Mai 2004 – 30. Juli 2004 11 Wochen | 11                                               | O-Zone                                           | Dragostea din tei Dan Mihai Bălan                                                                                                   | –                         |
| 31. Juli 2004 – 15. Oktober 2004 11 Wochen | 11                                               | K-Maro                                           | Femme Like U (Donne moi ton corps) Musik: Louis-Joachim Cote; Text: Cyril Kamar                                                     | –                         |
| 16. Oktober 2004 – 26. November 2004 6 Wochen | 6                                                | Star Academy 4                                   | Laissez-moi danser | –                         |
| 27. November 2004 – 17. Dezember 2004 3 Wochen | 3                                                | Tragédie                                         | Gentleman | –                         |
| 18. Dezember 2004 – 21. Januar 2005 5 Wochen | 5                                                | Garou & Michel Sardou                            | La riviére de notre enfance | –                         |

### Alben
| ← 2003 ← | Liste der Nummer-eins-Hits in Belgien (Wallonie) | Liste der Nummer-eins-Hits in Belgien (Wallonie) | Liste der Nummer-eins-Hits in Belgien (Wallonie) | 2005 →                    |
| \| Zeitraum \| Wo. ges. \| Interpret \| Titel \| Zusätzliche Informationen \| \| (Zeitraum, Wochen auf Platz eins, Interpret, Titel, zusätzliche Informationen) \| \| \| \| \| \| ------------------------------------------------------------------------------ \| -------- \| -------------- \| -------------------------------------------- \| ------------------------- \| \| 20. Dezember 2003 – 9. Januar 2004 3 Wochen \| 3 \| Crazy Horse \| Tous les tubes \| – \| \| 10. Januar 2004 – 23. Januar 2004 2 Wochen \| 2 \| Lara Fabian \| En toute intimité \| – \| \| 24. Januar 2004 – 30. Januar 2004 1 Woche \| 1 \| Star Academy 3 \| Les meilleurs Moments \| – \| \| 31. Januar 2004 – 13. Februar 2004 2 Wochen \| 2 \| Indochine \| 3.6.3 \| – \| \| 14. Februar 2004 – 27. Februar 2004 2 Wochen \| 2 \| Lorie \| Attitudes \| – \| \| 28. Februar 2004 – 26. März 2004 4 Wochen \| 4 \| Norah Jones \| Feels Like Home \| – \| \| 27. März 2004 – 9. April 2004 2 Wochen \| 2 \| Les Enfoirés \| 2004: Les Enfoirés dans l’espace \| – \| \| 10. April 2004 – 16. April 2004 1 Woche (insgesamt 7) \| 7 \| Calogero \| 3 \| – \| \| 17. April 2004 – 23. April 2004 1 Woche \| 1 \| Pascal Obispo \| Live FAN / Studio FAN \| – \| \| 24. April 2004 – 21. Mai 2004 4 Wochen (insgesamt 7) \| 7 \| Calogero \| 3 \| – \| \| 22. Mai 2004 – 4. Juni 2004 2 Wochen \| 2 \| Michel Sardou \| Du plaisir \| – \| \| 5. Juni 2004 – 27. August 2004 12 Wochen (insgesamt 13) \| 13 \| Francis Cabrel \| Les beaux dégats \| – \| \| 28. August 2004 – 10. September 2004 2 Wochen (insgesamt 7) \| 7 \| Calogero \| 3 \| – \| \| 11. September 2004 – 17. September 2004 1 Woche (insgesamt 13) \| 13 \| Francis Cabrel \| Les beaux dégats \| – \| \| 18. September 2004 – 1. Oktober 2004 2 Wochen \| 2 \| Björk \| Medúlla \| – \| \| 2. Oktober 2004 – 15. Oktober 2004 2 Wochen \| 2 \| Zucchero \| ZU & Co \| – \| \| 16. Oktober 2004 – 5. November 2004 3 Wochen \| 3 \| Helmut Lotti \| From Russia with Love \| – \| \| 6. November 2004 – 12. November 2004 1 Woche \| 1 \| France Gall \| Evidemment \| – \| \| 13. November 2004 – 19. November 2004 1 Woche \| 1 \| Céline Dion \| Miracle \| – \| \| 20. November 2004 – 3. Dezember 2004 2 Wochen \| 2 \| Placebo \| Once More with Feeling – Singles 1996 - 2004 \| – \| \| 4. Dezember 2004 – 28. Januar 2005 8 Wochen \| 8 \| Florent Pagny \| Baryton \| – \| |                                                  |                                                  |                                                  |                           |
| ← 2003 |                                                  |                                                  |                                                  | → 2005 →                  |
| Zeitraum | Wo. ges.                                         | Interpret                                        | Titel                                            | Zusätzliche Informationen |
| (Zeitraum, Wochen auf Platz eins, Interpret, Titel, zusätzliche Informationen) |                                                  |                                                  |                                                  |                           |
| 20. Dezember 2003 – 9. Januar 2004 3 Wochen | 3                                                | Crazy Horse                                      | Tous les tubes                                   | –                         |
| 10. Januar 2004 – 23. Januar 2004 2 Wochen | 2                                                | Lara Fabian                                      | En toute intimité                                | –                         |
| 24. Januar 2004 – 30. Januar 2004 1 Woche | 1                                                | Star Academy 3                                   | Les meilleurs Moments                            | –                         |
| 31. Januar 2004 – 13. Februar 2004 2 Wochen | 2                                                | Indochine                                        | 3.6.3                                            | –                         |
| 14. Februar 2004 – 27. Februar 2004 2 Wochen | 2                                                | Lorie                                            | Attitudes                                        | –                         |
| 28. Februar 2004 – 26. März 2004 4 Wochen | 4                                                | Norah Jones                                      | Feels Like Home                                  | –                         |
| 27. März 2004 – 9. April 2004 2 Wochen | 2                                                | Les Enfoirés                                     | 2004: Les Enfoirés dans l’espace                 | –                         |
| 10. April 2004 – 16. April 2004 1 Woche (insgesamt 7) | 7                                                | Calogero                                         | 3                                                | –                         |
| 17. April 2004 – 23. April 2004 1 Woche | 1                                                | Pascal Obispo                                    | Live FAN / Studio FAN                            | –                         |
| 24. April 2004 – 21. Mai 2004 4 Wochen (insgesamt 7) | 7                                                | Calogero                                         | 3                                                | –                         |
| 22. Mai 2004 – 4. Juni 2004 2 Wochen | 2                                                | Michel Sardou                                    | Du plaisir                                       | –                         |
| 5. Juni 2004 – 27. August 2004 12 Wochen (insgesamt 13) | 13                                               | Francis Cabrel                                   | Les beaux dégats                                 | –                         |
| 28. August 2004 – 10. September 2004 2 Wochen (insgesamt 7) | 7                                                | Calogero                                         | 3                                                | –                         |
| 11. September 2004 – 17. September 2004 1 Woche (insgesamt 13) | 13                                               | Francis Cabrel                                   | Les beaux dégats                                 | –                         |
| 18. September 2004 – 1. Oktober 2004 2 Wochen | 2                                                | Björk                                            | Medúlla                                          | –                         |
| 2. Oktober 2004 – 15. Oktober 2004 2 Wochen | 2                                                | Zucchero                                         | ZU & Co                                          | –                         |
| 16. Oktober 2004 – 5. November 2004 3 Wochen | 3                                                | Helmut Lotti                                     | From Russia with Love                            | –                         |
| 6. November 2004 – 12. November 2004 1 Woche | 1                                                | France Gall                                      | Evidemment                                       | –                         |
| 13. November 2004 – 19. November 2004 1 Woche | 1                                                | Céline Dion                                      | Miracle                                          | –                         |
| 20. November 2004 – 3. Dezember 2004 2 Wochen | 2                                                | Placebo                                          | Once More with Feeling – Singles 1996 - 2004     | –                         |
| 4. Dezember 2004 – 28. Januar 2005 8 Wochen | 8                                                | Florent Pagny                                    | Baryton                                          | –                         |

## Jahreshitparaden
| ← 2003 ← | Liste der Nummer-eins-Hits in Belgien (Wallonie) | Liste der Nummer-eins-Hits in Belgien (Wallonie) | Liste der Nummer-eins-Hits in Belgien (Wallonie) | 2005 →   |
| \| Singles \| Position# \| Alben \| \| ------------------------------------------------------------------------------------------------------------------------------------------------------------------ \| --------- \| --------------------------------------------- \| \| Dragostea din tei O-Zone \| 1 \| 3 Calogero \| \| Si demain … (Turn Around) Kareen Antonn & Bonnie Tyler \| 2 \| Les beaux dégats Francis Cabrel \| \| Femme Like U (Donne-moi ton corps) K-Maro Musik: Louis-Joachim Cote; Text: Cyril Kamar \| 3 \| Du plaisir Michel Sardou \| \| Obsesión Aventura Anthony Santos \| 4 \| Feels Like Home Norah Jones \| \| Yeah! Usher feat. Ludacris & Lil Jon James Elbert Phillips, LaMarquis Jefferson, Jonathan H. Smith, Patrick Michael Smith, Christopher Brian Bridges, Sean Garrett \| 5 \| Baryton Florent Pagny \| \| Shut Up The Black Eyed Peas Jaime Luis Gomez, William Adams, George Pajon \| 6 \| Pokhara Yannick Noah \| \| Parle-moi Nâdiya \| 7 \| Live FAN / Studio FAN Pascal Obispo \| \| On n’oublie jamais rien, on vit avec Hélène Ségara & Laura Pausini \| 8 \| 2004: Les Enfoirés dans l’espace Les Enfoirés \| \| Sobri (notre destin) Leslie feat. Amine \| 9 \| Attitudes Lorie \| \| Laissez-moi danser Star Academy 4 \| 10 \| Parce qu’on vient de loin Corneille \| |                                                  |                                                  |                                                  |          |
| ← 2003 |                                                  |                                                  |                                                  | → 2005 → |
| Singles | Position#                                        | Alben                                            |                                                  |          |
| Dragostea din tei O-Zone | 1                                                | 3 Calogero                                       |                                                  |          |
| Si demain … (Turn Around) Kareen Antonn & Bonnie Tyler | 2                                                | Les beaux dégats Francis Cabrel                  |                                                  |          |
| Femme Like U (Donne-moi ton corps) K-Maro Musik: Louis-Joachim Cote; Text: Cyril Kamar | 3                                                | Du plaisir Michel Sardou                         |                                                  |          |
| Obsesión Aventura Anthony Santos | 4                                                | Feels Like Home Norah Jones                      |                                                  |          |
| Yeah! Usher feat. Ludacris & Lil Jon James Elbert Phillips, LaMarquis Jefferson, Jonathan H. Smith, Patrick Michael Smith, Christopher Brian Bridges, Sean Garrett | 5                                                | Baryton Florent Pagny                            |                                                  |          |
| Shut Up The Black Eyed Peas Jaime Luis Gomez, William Adams, George Pajon | 6                                                | Pokhara Yannick Noah                             |                                                  |          |
| Parle-moi Nâdiya | 7                                                | Live FAN / Studio FAN Pascal Obispo              |                                                  |          |
| On n’oublie jamais rien, on vit avec Hélène Ségara & Laura Pausini | 8                                                | 2004: Les Enfoirés dans l’espace Les Enfoirés    |                                                  |          |
| Sobri (notre destin) Leslie feat. Amine | 9                                                | Attitudes Lorie                                  |                                                  |          |
| Laissez-moi danser Star Academy 4 | 10                                               | Parce qu’on vient de loin Corneille              |                                                  |          |